# Ototyphlonemertes esulcata
Ototyphlonemertes esulcata är en djurart som tillhör fylumet slemmaskar, och som beskrevs av Senz 1993. Ototyphlonemertes esulcata ingår i släktet Ototyphlonemertes och familjen Ototyphlonemertidae. Inga underarter finns listade i Catalogue of Life.